# Вілер-бай-Утценсторф
Вілер-бай-Утценсторф (нім. Wiler bei Utzenstorf) — громада  в Швейцарії в кантоні Берн, адміністративний округ Емменталь.

## Географія
Громада розташована на відстані близько 25 км на північ від Берна.
Вілер-бай-Утценсторф має площу 3,8 км², з яких на 15,1% дозволяється будівництво (житлове та будівництво доріг), 52,9% використовуються в сільськогосподарських цілях, 31% зайнято лісами, 1,1% не є продуктивними (річки, льодовики або гори).

## Демографія
2019 року в громаді мешкало 985 осіб (+21,3% порівняно з 2010 роком), іноземців було 9,4%. Густота населення становила 258 осіб/км².
За віковим діапазоном населення розподілялося таким чином: 21,6% — особи молодші 20 років, 61,2% — особи у віці 20—64 років, 17,2% — особи у віці 65 років та старші. Було 418 помешкань (у середньому 2,3 особи в помешканні).
Із загальної кількості 329 працюючих 53 було зайнятих в первинному секторі, 211 — в обробній промисловості, 65 — в галузі послуг.